# Voo British Airways 2069
O Voo British Airways 2069 foi um voo regular de passageiros operado pela British Airways entre Gatwick, Inglaterra, para o Aeroporto Kenyatta, Nairobi, Quênia. Às 05h00 de 29 de dezembro de 2000, um passageiro com transtornos mentais invadiu a cabine e tentou sequestrar a aeronave. O 747 quase estolou, mas um passageiro puxou a coluna de controle, colocando o 747 em um mergulho. O capitão William Hagan e sua tripulação conseguiram prender o agressor enquanto o primeiro oficial Phil Watson retomou o controle da aeronave, colocando rapidamente a situação sob controle.

## Aeronave
A aeronave envolvida era um Boeing 747-436, prefixo G-BNLM, entregue à British Airways em 28 de junho de 1990.

## Incidente
Por volta das 5h, horário local, a cabine de pilotagem do Boeing 747-400 da British Airways em um voo programado de Gatwick para o aeroporto Jomo Kenyatta foi invadida por um passageiro queniano mentalmente transtornado chamado Paul Mukonyi. Atacou o primeiro oficial Phil Watson pelos controles, Mukonyi agarrou o manche e tentou executar uma mudança de rota. Isso desconectou o piloto automático e resultou em uma luta entre ele e Watson, fazendo com que a aeronave subisse abruptamente até 42.000 pés e um mergulho em direção ao solo a 30.000 pés por minuto. Enquanto Mukonyi e Watson lutavam pelos controles, a luta foi acompanhada pelo capitão Hagan, que havia feito uma pausa para descanso pouco antes do ataque. Dois passageiros, Henry Clarke Bynum e Gifford Murrell Shaw, ambos de Sumter, Carolina do Sul, EUA, sentados no convés superior conseguiram entrar na cabine para ajudar, apesar das manobras extremas, e ajudaram a remover Mukonyi do manche e tirá-lo da cabine. O primeiro oficial Watson agora podia recuperar o controle e colocar a aeronave em voo nivelado novamente. Posteriormente, o capitão Hagan fez um anúncio para tranquilizar os passageiros e o voo continuou sem mais incidentes. Mudanças violentas de manobras durante o incidente foram responsáveis por ferimentos leves entre quatro passageiros, e um dos tripulantes quebrou o tornozelo. Após pousar em Nairóbi, Mukonyi foi imediatamente apresentado para as autoridades. As ações logo após a apreensão foram gravadas em vídeo amador pelo filho do músico inglês Bryan Ferry, ambos passageiros do voo. Mais tarde, foi descoberto que Mukonyi estava com medo de ser seguido e tentava matar aqueles que ele considerava uma ameaça, neste caso, os passageiros e a tripulação do voo.

## Eventos posteriores
O capitão William Hagan e os primeiros oficiais Phil Watson e Richard Webb foram agraciados com o Polaris Award em 2001. Hagan também recebeu o prêmio de Pessoas do Ano da Royal Association for Disability and Rehabilitation (RADAR).[carece de fontes?]
Um grupo de 16 passageiros americanos resolveu um processo multimilionário contra a British Airways. Aos passageiros britânicos foi oferecida uma compensação de 2.000 libras e um bilhete grátis para cada um. Em 2013, um pequeno grupo de passageiros britânicos tentou abrir um processo contra a British Airways, mas não foi possível abrir um processo legal e seus esforços foram em vão. A British Airways agora opera esta rota a partir de Heathrow, sendo Gatwick descontinuado. A British Airways manteve o número de voo em uso, embora hoje é usado na rota Londres-Maurício. 
O G-BNLM permaneceu na frota da British Airways até o final de 2013, quando foi retirado de serviço e posteriormente armazenado no Aeroporto Logístico da Califórnia do Sul.